# Sattelauflieger

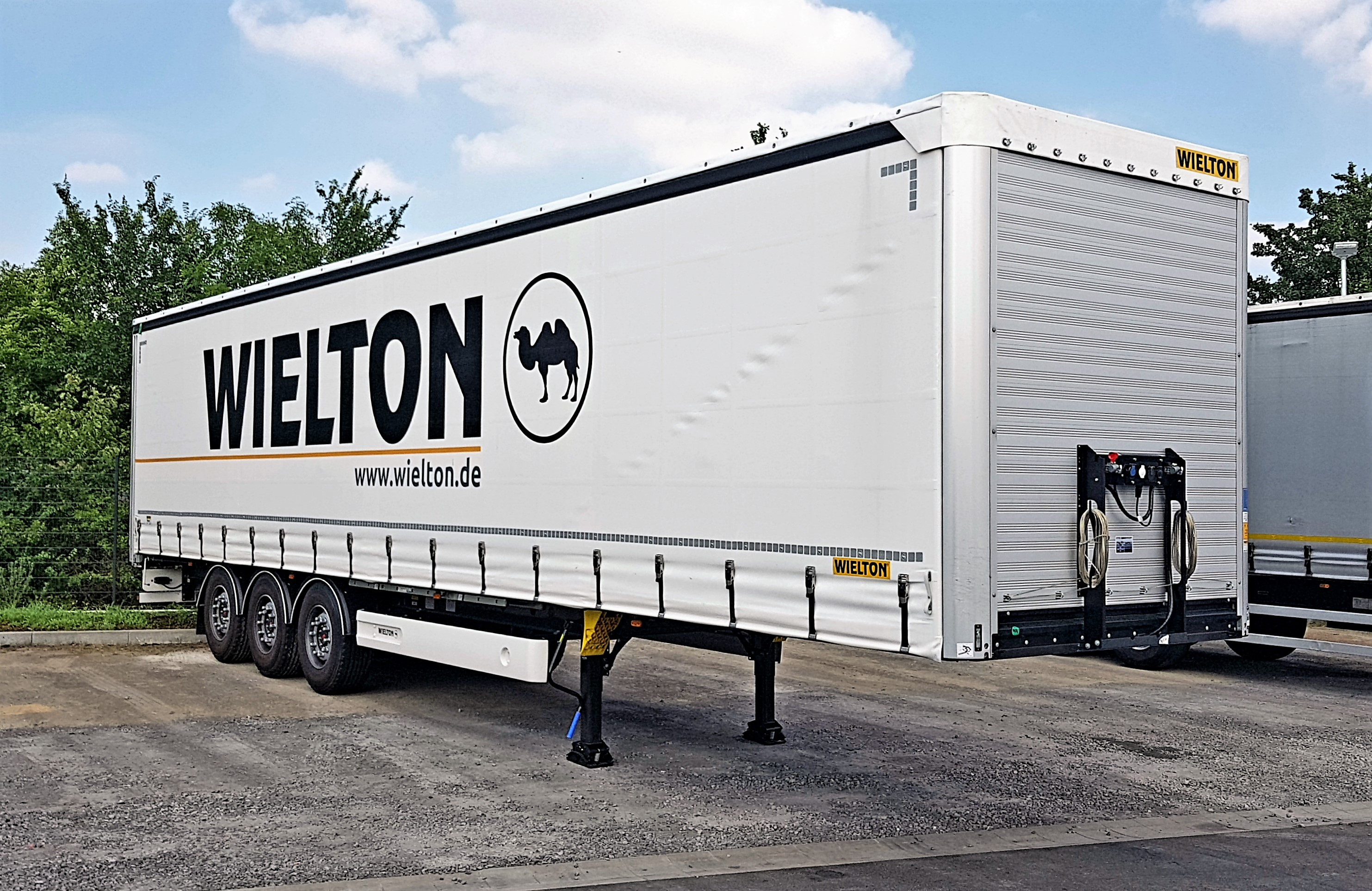
Ein für Europa typischer Sattelauflieger mit Schiebegardine, erkennbar an den unteren Spanngurten, hier verschlossen …

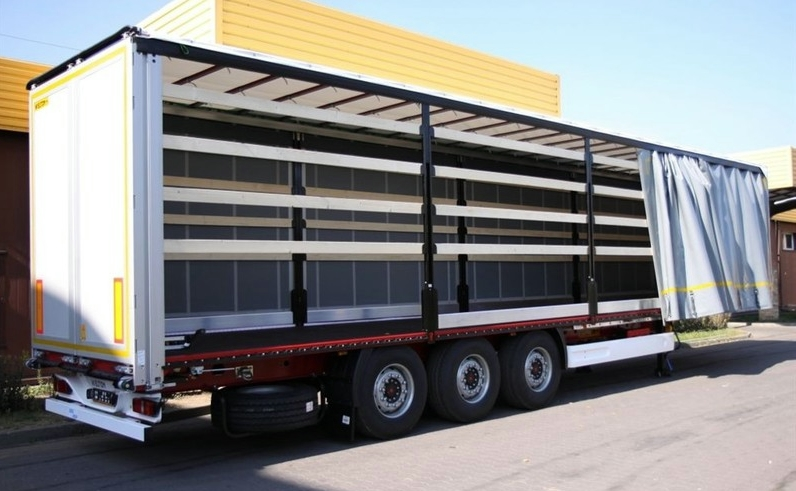
… und hier seitlich geöffnet; zusammengehalten an den Heck- und Frontportalen sowie Seitenpfosten

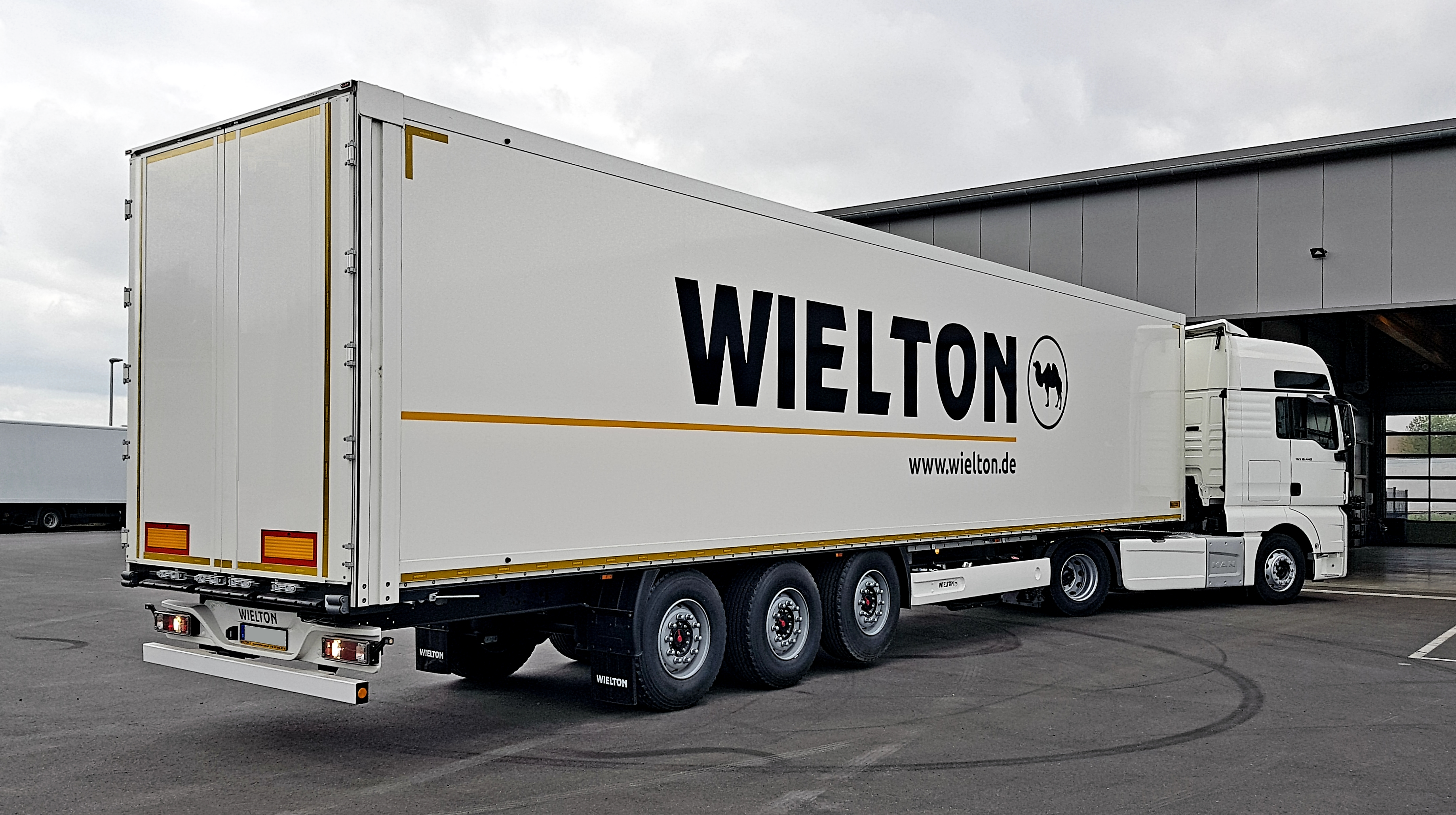
Sattelauflieger mit fester Kofferkonstruktion für Lebensmitteltransporte; an eine Sattelzugmaschine gekuppelt

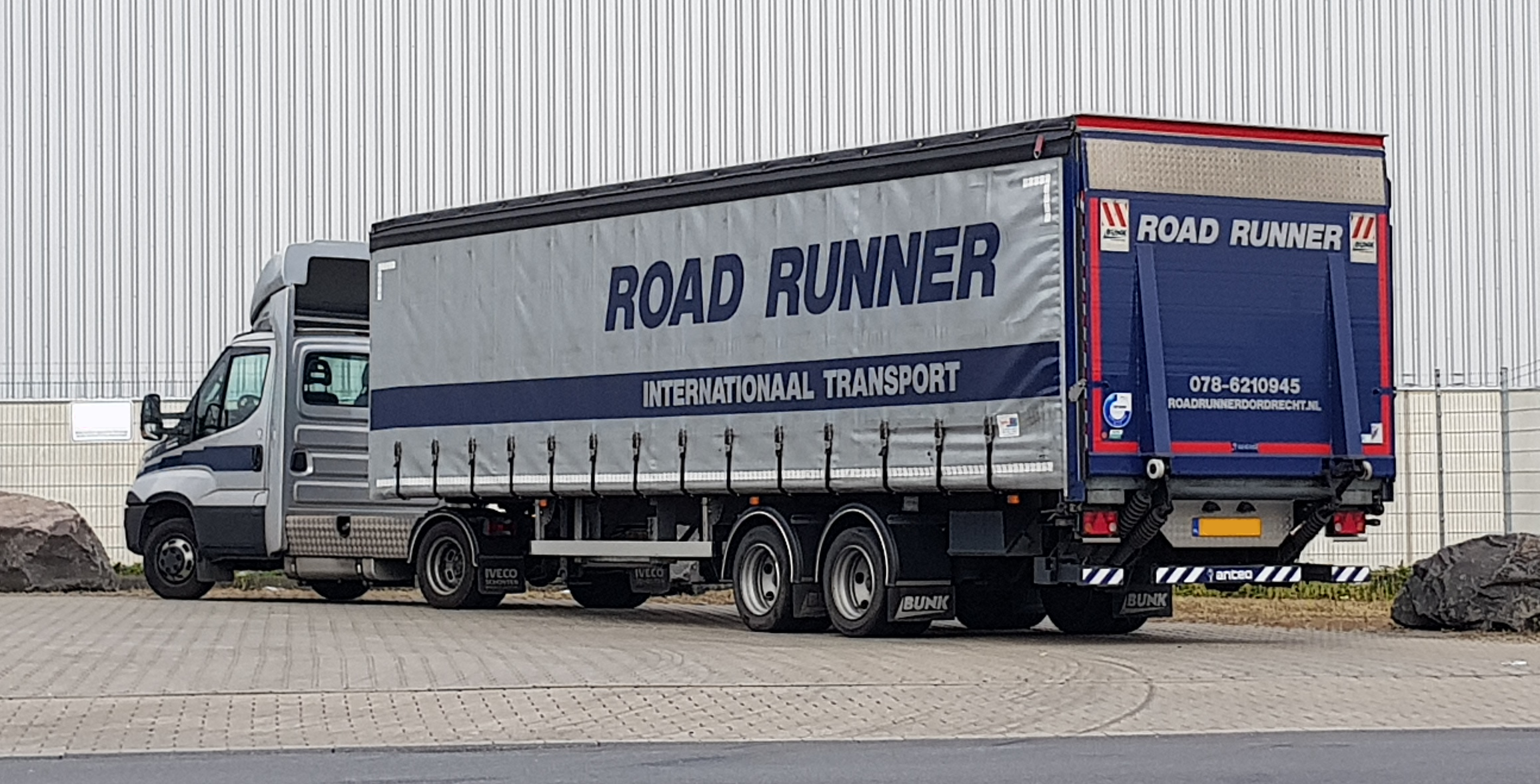
Sattelauflieger in niedrigerer Ausführung und mit Ladebordwand; an einen Kleintransporter mit Sattelplatte gekuppelt

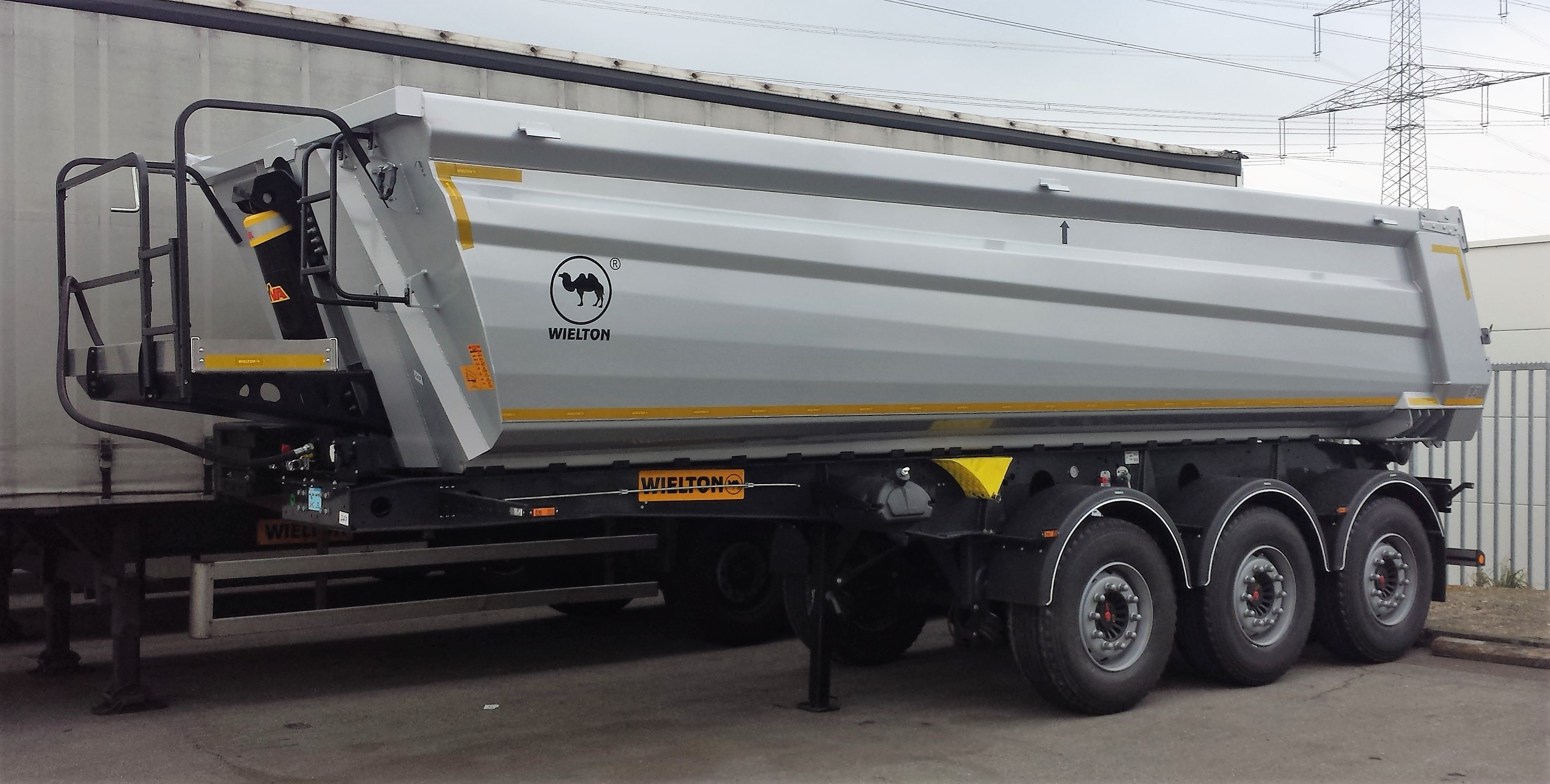
Ein Sattelauflieger als Muldenkipper mit Kipphydraulik

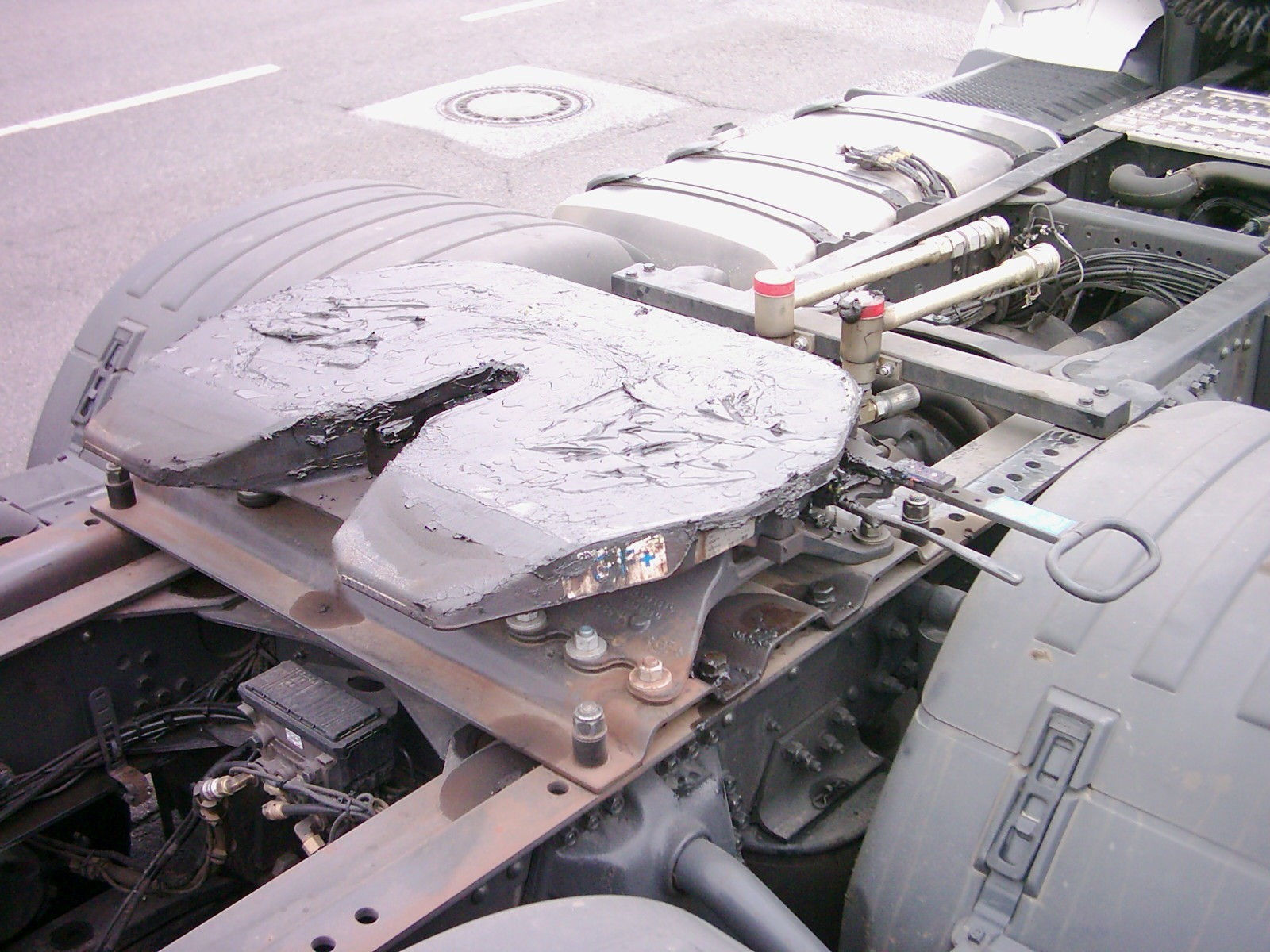
Sattelkupplungsplatte

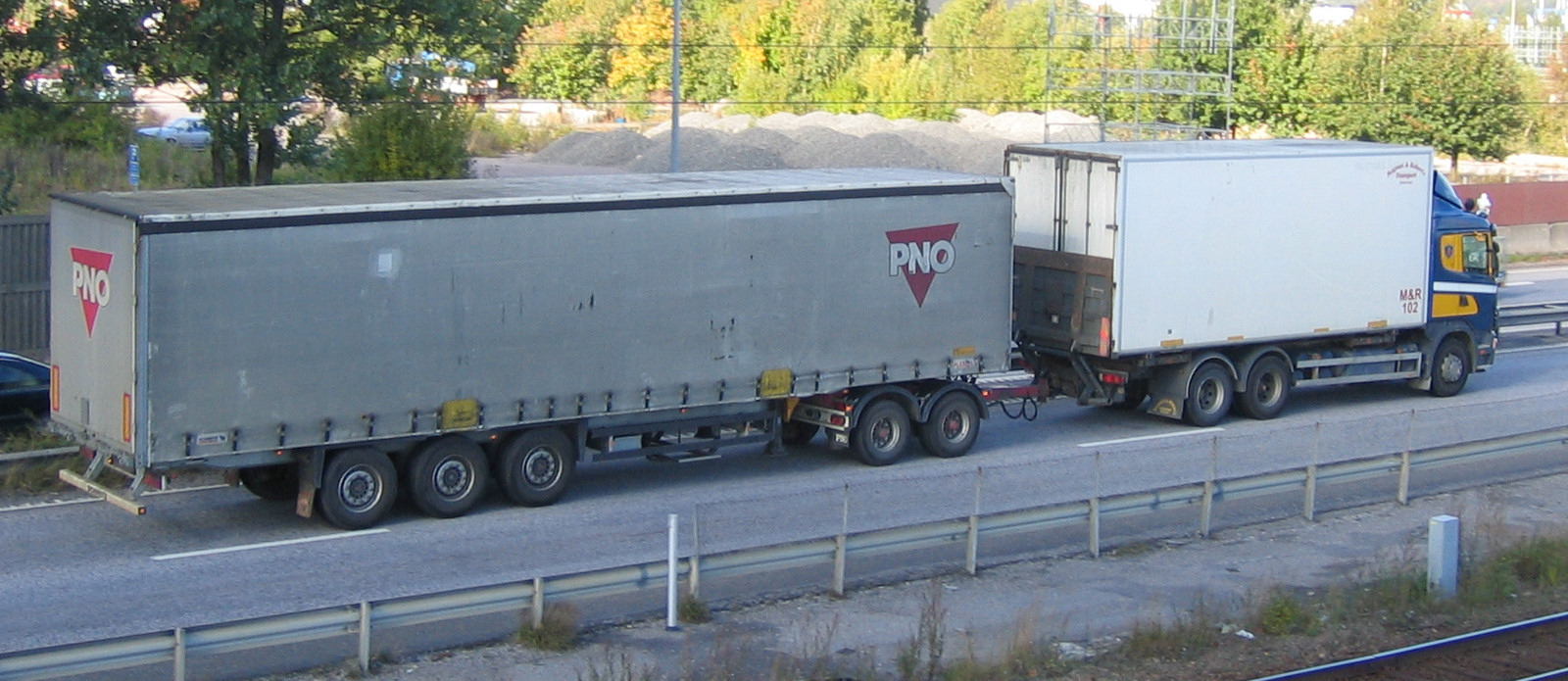
EuroCombi mit Dolly und Sattelauflieger (60 t)

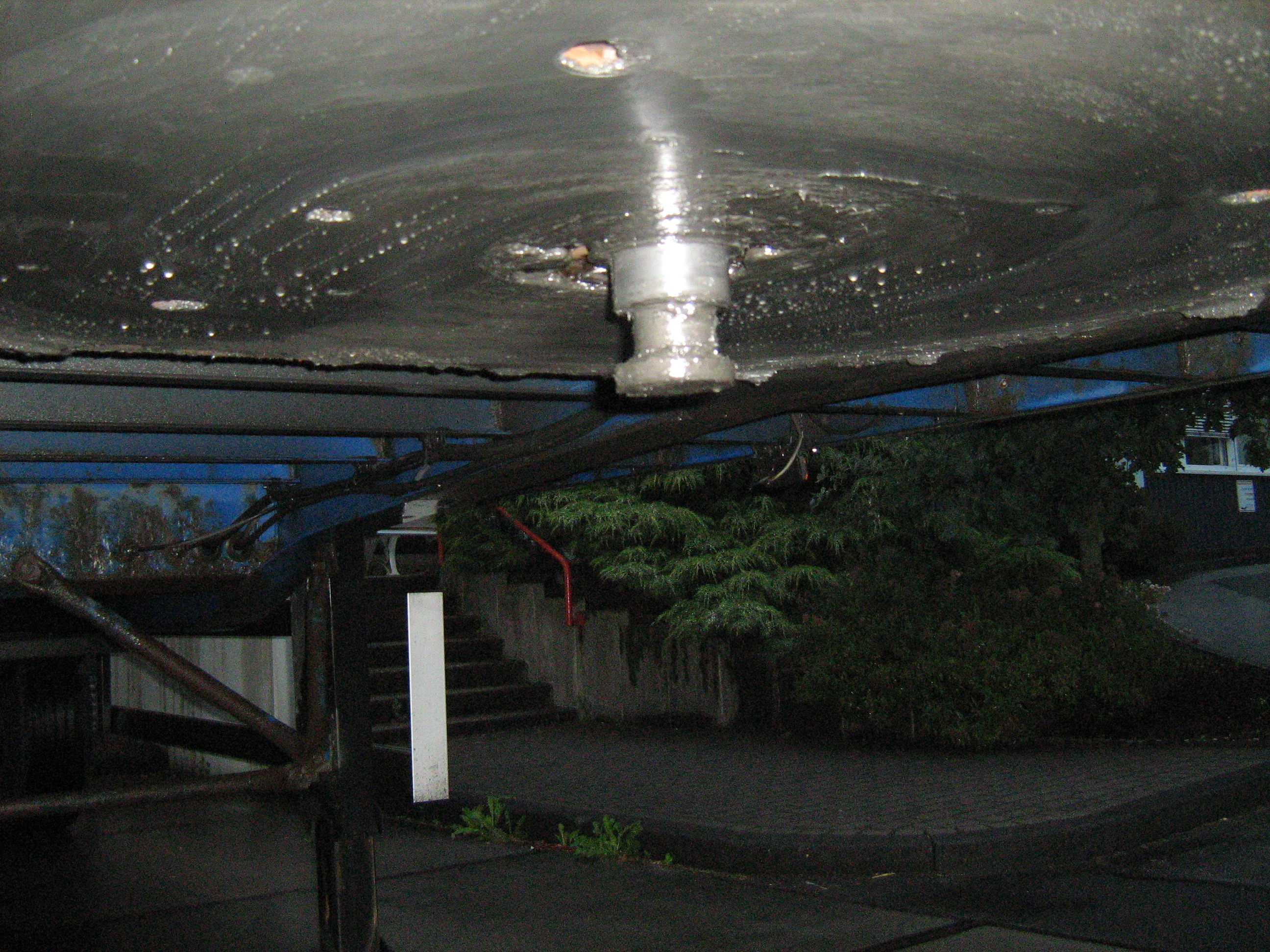
Königszapfen

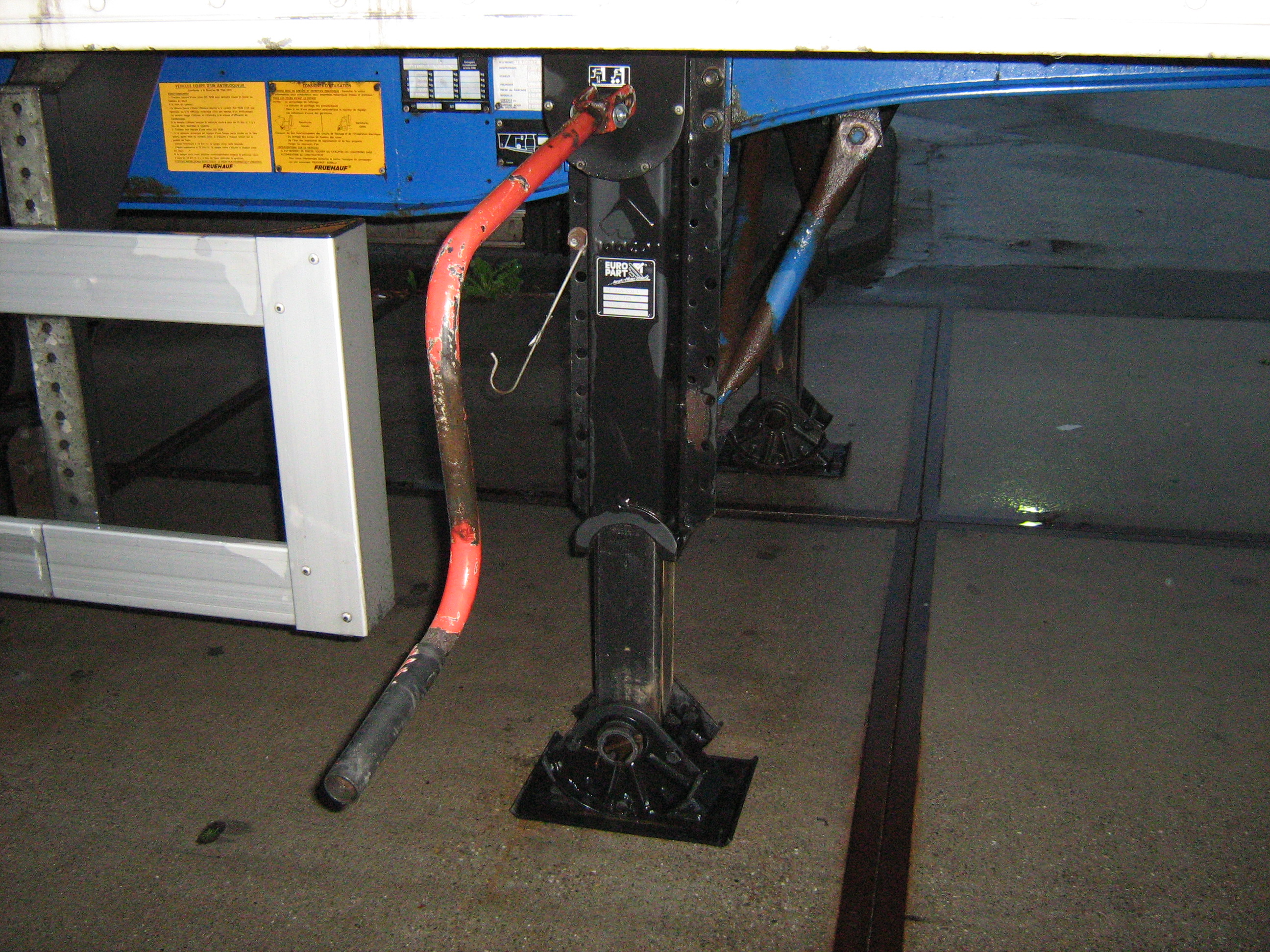
Sattelaufliegerstütze mit Kurbel

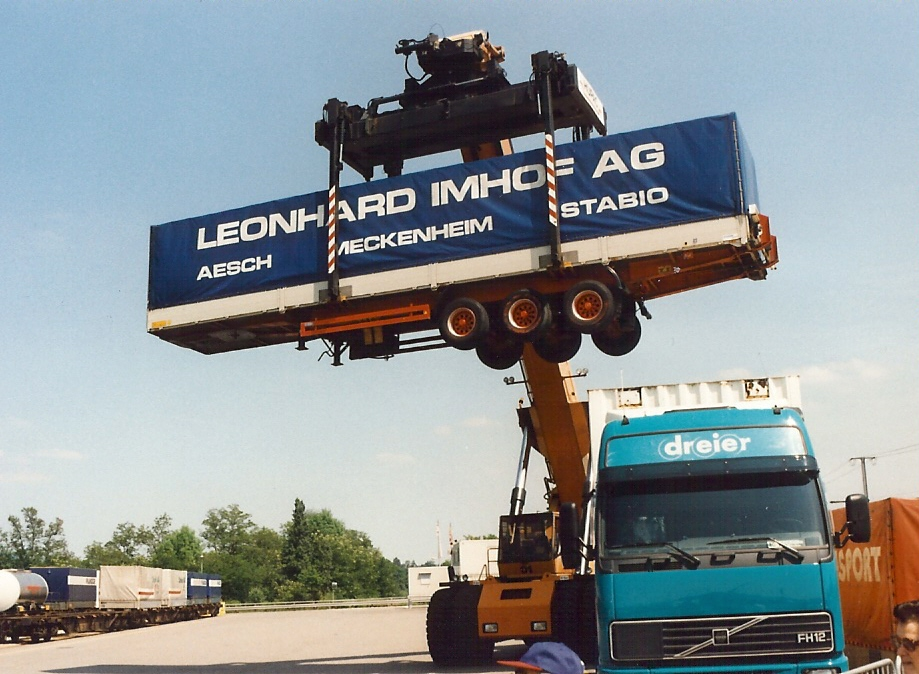
Kranbarer Sattelauflieger

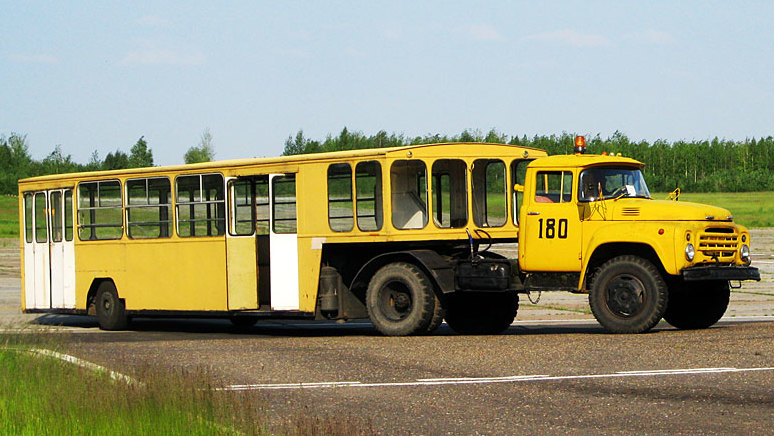
Sattelzugomnibus Typ APPA-4, Auflieger, einachsig, mit Längsbänken, für das Vorfeld am Flughafen der Ölfeld-Stadt Streschewoi, Russland (2013)

Sattelauflieger (oder kurz Auflieger sowie englisch Semitrailer oder nur Trailer genannt) sind Anhänger, die einen Teil ihres Gewichtes auf die Achsen einer Sattelzugmaschine verlagern, mit der sie über eine Sattelplatte samt Königszapfen verbunden werden. Sattelauflieger sind meistens mehrachsig (2 bis 3 Achsen) und unterscheiden sich dadurch vom Einachsanhänger.

## Geschichte
Ihren Ursprung haben Sattelauflieger in den USA, obwohl bereits 1903 der Schmied Emil Jagenberg in Deutschland den ersten Anhänger für den Einsatz an motorisierten Nutzfahrzeugen erfand. Im Jahre 1911 meldete Charles H. Martin ein Patent auf ein Fahrzeug mit Sattelauflieger an. 1914 konstruierte in den USA der Kutschenbauer August Fruehauf den ersten Sattelauflieger, der primär für den Transport von Baumstämmen gedacht war. Bereits 1918 baute er seine Produktpalette für den Transport weiterer Spezialgüter aus, wodurch er den Grundstein für das Unternehmen Fruehauf legte. In der Folge kamen verschiedene, von unterschiedlichen Erfindern entwickelte Komponenten hinzu, die die Grundlage für die heute eingesetzten Sattelauflieger bilden.
1958 fertigte Kögel den „längsten Sattelzug der Welt“ mit einem Auflieger von geschätzt 30 Metern Länge aus zwei schmal nebeneinander liegenden Stahlträgern, mit Seil-Unterzug und lenkbarem zweiachsigem Dolly nahe dem hinteren Ende, zum Transport weniger langer Baumstämme.

## Anwendung
Sattelauflieger gelten als unmotorisierte Nutzfahrzeuge und müssen im Straßenverkehr mit eigenem Kennzeichen geführt werden. Neben dem Einsatz im Güterkraftverkehr werden sie auch zunehmend in der Landwirtschaft genutzt. Sattelauflieger mit deutscher Zulassung haben standardmäßig Innenmaße von Länge × Breite × Höhe = 13,625 m × 2,48 m × 2,70 m sowie maximale Außenmaße von 13,68 m × 2,55 m × 4,00 m. Damit bieten sie weniger Ladelängensumme als Hängerzüge, deren kombinierte Laderaumlänge über 15 m betragen kann. In Nordamerika sind Maße bis zu L × B = 16,15 m (53 Fuß) × 2,60 m (8 Fuß 6 Zoll) möglich. Die Vorteile eines Sattelaufliegers gegenüber einem Hängerzug liegen jedoch in der durchgehenden sowie nicht auf zwei Fahrzeuge aufgeteilten Ladefläche und dem einfacheren Fahr- sowie Rangierbetrieb. Aufgrund des niedrigeren Eigengewichts liegt die Nutzlast eines Sattelzugs üblicherweise über der des Hängerzugs.

## Varianten
Es gibt verschiedene Varianten von Sattelaufliegern:
- Planenauflieger (Tautliner/Curtainsider)
- Kofferauflieger und Kühlgutauflieger
- Kippmuldenauflieger (Kipper)
- Tiefladeauflieger (Megatrailer)
- Pritschenauflieger
- Containerauflieger
- Schubbodenauflieger
- Siloauflieger und Tankauflieger
- Innenladeauflieger
- Fahrzeugtransportauflieger
- Sattelzugomnibusse waren in der Vergangenheit auch für die Personenbeförderung, u. a. als Vorfeldbusse an Flughäfen, in Verwendung.

Teilweise werden Sattelauflieger mit zwei oder drei Achsen auch Tandem- sowie Tridemanhänger genannt, obwohl diese Bezeichnung eigentlich für Anhänger mit mittiger Achsaufhängung und Zugmaul gedacht ist.
Sattelauflieger werden auch im unbegleiteten kombinierten Verkehr eingesetzt. Dazu sind kranbare Sattelauflieger mit genormten Anhebepunkten nötig, die mit Hilfe von Portalkränen oder Reachstackern auf Taschenwagen verladen werden können. Der Unterfahrschutz, der bei Auffahrunfällen verhindern soll, dass niedrigere Fahrzeuge unter den Auflieger geraten, ist bei Sattelaufliegern für den kombinierten Verkehr einklappbar.

## Rangieren, Schleppkurve
Ein Vorteil eines Sattelaufliegers besteht im viel einfacheren Rückwärtsfahren als mit einem Hängerzug mit drehbarer Hängerdeichsel, der ja zwei Gelenke hat.
Die Schleppkurve eines Sattelzugs ist eher breiter (= im Kurveninneren enger) als die eines Hängerzugs. Ein Sattelzug wird eher mit starkem Knick gefahren als ein Hängerzug, sodass die Fahrbahn durch die Tandemachsen stark auf Schub belastet werden. Eine Solo-Achse kommt sehr selten, nur bei Möbeltransportern mit geringerer 
Nutzlast vor. Hat der Auflieger eine dritte Achse, ist diese oft als Hub- oder Lenkachse ausgeführt.
Der Sattelauflieger hat oft größere Reifendurchmesser als die Sattelzugmaschine. Mitunter werden Sattelauflieger leicht schräg, also vorne etwas höher als hinten gefahren.

## Elektrischer Antriebsstrang
Sattelauflieger mit einem eingebauten elektrischen Antriebsstrang die den Primärantrieb der Sattelzugmaschine unterstützen und so den Dieselverbrauch reduzieren oder die Reichweite einer batterieelektrischen Sattelzugmaschinen erhöhen können sind in der Entwicklung. Auch wird erforscht ob Sattelauflieger mit elektrischen Antriebsstrang ohne Zugmaschine auf Werksgeländen selbstständig fahren können und ob die Fahrsicherheit schwerer Sattelzüge verbessert werden kann.

## Hersteller
Sattelauflieger werden meist von mittelständischen Unternehmen hergestellt. Neben der Serienproduktion können so auch individuelle Konstruktionen umgesetzt werden. In den vergangenen Jahren hat sich der ursprünglich stark regionalisierte Anbietermarkt jedoch parallel zur Entwicklung des Güterkraftverkehrs durch rapide Wachstumszahlen, Internationalität und Markenzukäufe stark gewandelt.
Zu den drei größten Herstellern von Sattelaufliegern in Europa zählen Schmitz Cargobull und Krone aus Deutschland sowie Wielton aus Polen, die zusammen jährlich auf rund 120.000 fertiggestellte Einheiten kommen. Als größte Hersteller von Sattelaufliegern weltweit zählen darüber hinaus CIMC aus China sowie Wabash National und Great Dane aus den USA mit zusammen rund 210.000 fertiggestellten Einheiten. Weitere europäische Anbieter sind unter anderem Berger Fahrzeugtechnik, Benalu, Chèreau, Faymonville, Feber, Fliegl, Gniotpol, Kässbohrer, Kögel, Legras, Schwarzmüller, SDC, Stas, Tirsan, Van Hool oder Zasław.
Laut Erhebungen des Global Trailer Magazines sind die größten Hersteller von Sattelaufliegern (Stand 2016):
| Hersteller        | Herkunftsland          | Jahresvolumen |
| ----------------- | ---------------------- | ------------- |
| CIMC              | Volksrepublik China    | 100.300       |
| Wabash National   | Vereinigte Staaten     | 63.450        |
| Great Dane        | Vereinigte Staaten     | 60.850        |
| Schmitz Cargobull | Deutschland            | 50.000        |
| Hyundai Translead | Vereinigte Staaten     | 49.750        |
| UTM               | Vereinigte Staaten     | 49.200        |
| Krone             | Deutschland            | 49.000        |
| Wielton           | Polen                  | 16.500        |
| Stoughton         | Vereinigte Staaten     | 16.000        |
| Kögel             | Deutschland            | 13.000        |
| Huajun            | Volksrepublik China    | 10.750        |
| Randon            | Brasilien              | 10.100        |
| SDC               | Vereinigtes Königreich | 9.500         |
| Tirsan            | Türkei                 | 9.300         |
| Schwarzmüller     | Österreich             | 7.800         |

Durch unterschiedliche Marktanforderungen sowie gesetzliche Bestimmungen ist die Branche in weiten Teilen immer noch stark regionalisiert. Von den oben genannten und zur Top 15 zählenden Herstellern spielen in Europa grenzübergreifend nur Schmitz Cargobull, Krone, Wielton und Schwarzmüller eine Rolle, während sich andere europäische Hersteller in der Regel auf ihre Heimatmärkte konzentrieren. Mit Ausnahme von CIMC sind Hersteller aus Übersee in Europa in keiner Weise präsent, obwohl sie zahlenmäßig ein höheres Jahresvolumen aufweisen.

## Lastenfahrrad
Es werden auch Sattelauflieger als Fahrradanhänger für Lastenfahrräder gebaut, auch hier verfügt das Zugfahrzeug über eine Sattelplatte und trägt einen Teil der angehängten Nutzlast. Da dieses Gespann gemäß Straßenverkehrsordnung als Fahrrad gilt, sind weder Führerschein noch Kennzeichen erforderlich.